# José Luis Elejalde
José Luis Elejalde Gorostiza (14 janvier 1951 - 18 février 2018), surnommé El Caballo (« le cheval »), est un footballeur cubain qui évoluait au poste de milieu de terrain.

## Biographie

### Carrière en sélection
International cubain dans les années 1970, Elejalde dispute cinq matchs de la Coupe des nations de la CONCACAF 1971 et marque un but face à Trinité-et-Tobago, pays hôte de la compétition, lors du match nul 2-2 opposant les deux équipes le 30 novembre 1971. Il participe également à trois rencontres des éliminatoires de la Coupe du monde 1978.
Entretemps, il est convoqué par le sélectionneur Sergio Padrón dans le groupe des sélectionnés lors des JO de 1976 à Montréal. En outre, au niveau régional, il remporte deux médailles d'or consécutives à l'occasion des Jeux d'Amérique centrale et des Caraïbes de 1970 et 1974.

### Carrière d'entraîneur
Reconverti en entraîneur - il dirige notamment les équipes féminines de Cuba et République dominicaine - il meurt à La Havane des suites d'une maladie, le 18 février 2018, à l'âge de 67 ans.

## Palmarès

### En équipe de Cuba
- Vainqueur des Jeux d'Amérique centrale et des Caraïbes en 1970 et 1974.